# (145820) Valeromeo
(145820) Valeromeo est un astéroïde de la ceinture principale.

## Description
(145820) Valeromeo est un astéroïde de la ceinture principale. Il fut découvert le 15 octobre 1998 à Ceccano par Gianluca Masi. Il présente une orbite caractérisée par un demi-grand axe de 2,44 UA, une excentricité de 0,20 et une inclinaison de 3,1° par rapport à l'écliptique.

## Compléments